# Paróquia São Sebastião (Dionísio)
A Paróquia São Sebastião é uma é uma divisão da Igreja Católica sediada no município brasileiro de Dionísio, no interior do estado de Minas Gerais. A paróquia faz parte da Diocese de Itabira-Fabriciano, estando situada na Região Pastoral II. Foi criada em 20 de maio de 1897.